# Tournoi de tennis de Shenzhen (Challenger)
Ne doit pas être confondu avec Tournoi de tennis de Shenzhen.
Le Gemdale ATP Challenger, ou Pingshan Open depuis 2017, est un tournoi international de tennis féminin et masculin des circuits professionnels ITF Women's Circuit et Challenger. Il a lieu tous les ans au mois de mars à Shenzhen, en Chine. Il a été créé en 2014 et se joue sur dur extérieur.

## Palmarès messieurs

### Simple
| Année | Dotation    | Vainqueur        | Finaliste          | Score         |
| ----- | ----------- | ---------------- | ------------------ | ------------- |
| 2014  | 50 000 $ +H | Gilles Müller    | Lukáš Lacko        | 7-64, 6-3     |
| 2015  | 75 000 $ +H | Blaž Kavčič      | André Ghem         | 7-5, 6-4      |
| 2016  | 75 000 $ +H | Dudi Sela        | Wu Di              | 6-4, 6-3      |
| 2017  | 75 000 $ +H | Yuichi Sugita    | Blaž Kavčič        | 7-66, 6-4     |
| 2018  | 75 000 $ +H | Ilya Ivashka     | Zhang Ze           | 6-4, 6-2      |
| 2019  | 81 240 $    | Márcos Baghdatís | Stefano Napolitano | 6-2, 3-6, 6-4 |

### Double
| Année | Vainqueurs                            | Finalistes                           | Score             |
| ----- | ------------------------------------- | ------------------------------------ | ----------------- |
| 2014  | Sam Groth Chris Guccione              | Dominik Meffert Tim Pütz             | 6-3, 7-65         |
| 2015  | Gero Kretschmer Alexander Satschko    | Saketh Myneni Divij Sharan           | 6-1, 3-6, [10-2]  |
| 2016  | Luke Saville Jordan Thompson          | Saketh Myneni Jeevan Nedunchezhiyan  | 3-6, 6-4, [12-10] |
| 2017  | Sanchai Ratiwatana Sonchat Ratiwatana | Hsieh Cheng-peng Christopher Rungkat | 6-2, 65-7, [10-6] |
| 2018  | Hsieh Cheng-peng Rameez Junaid        | Denys Molchanov Igor Zelenay         | 7-63, 6-3         |
| 2019  | Hsieh Cheng-peng Christopher Rungkat  | Li Zhe Gonçalo Oliveira              | 6-4, 3-6, [10-6]  |

## Palmarès dames

### Simple
| Année | Dotation | Vainqueur             | Finaliste       | Score    |
| ----- | -------- | --------------------- | --------------- | -------- |
| 2015  | 25 000 $ | Hsieh Su-wei          | Yang Zhaoxuan   | 6-2, 6-2 |
| 2016  | 50 000 $ | Wang Qiang            | Mayo Hibi       | 6-2, 6-0 |
| 2017  | 60 000 $ | Ekaterina Alexandrova | Aryna Sabalenka | 6-2, 7-5 |
| 2018  | 60 000 $ | Viktória Kužmová      | Anna Kalinskaya | 7-5, 6-3 |
| 2019  | 60 000 $ | Clara Tauson          | Liu Fangzhou    | 6-4, 6-3 |

### Double
| Année | Vainqueurs                          | Finalistes                     | Score            |
| ----- | ----------------------------------- | ------------------------------ | ---------------- |
| 2015  | Noppawan Lertcheewakarn Lu Jia-Jing | Han Na-lae Jang Su-jeong       | 6-4, 7-5         |
| 2016  | Shuko Aoyama Makoto Ninomiya        | Liang Chen Wang Yafan          | 7-65, 6-4        |
| 2017  | Lyudmyla Kichenok Nadiia Kichenok   | Eri Hozumi Valeria Savinykh    | 6-4, 6-4         |
| 2018  | Anna Kalinskaya Viktória Kužmová    | Danka Kovinić Wang Xinyu       | 6-4, 1-6, [10-7] |
| 2019  | Liang En-shuo Xun Fangying          | Hiroko Kuwata Sabina Sharipova | 6-4, 6-1         |